# هواگرد جنگنده

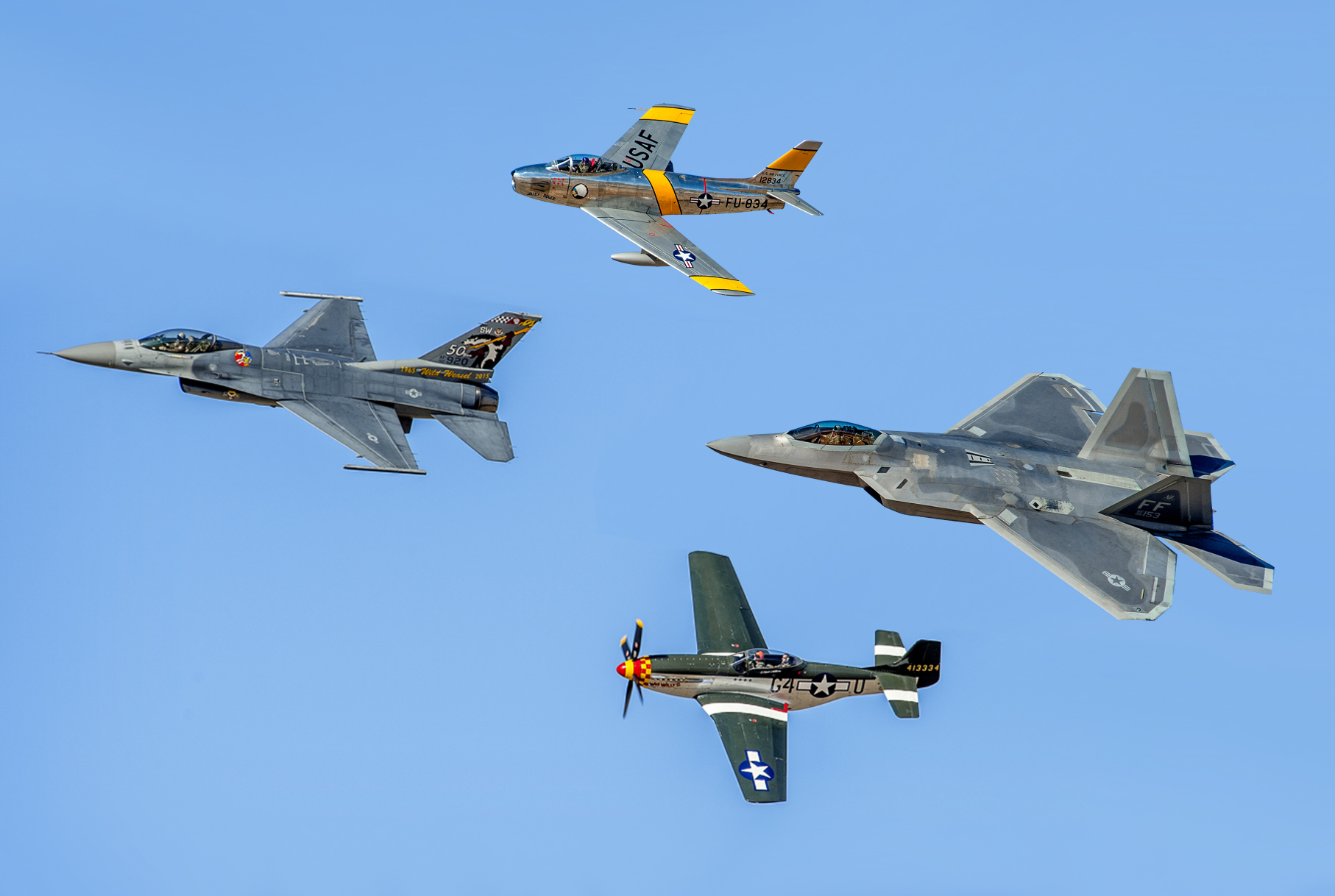
یک اف-۱۶ فایتینگ فالکن، پی-۵۱دی موستانگ، اف-۸۶ سابر و اف-۲۲ رپتور در آرایشی به پرواز در می‌آیند که نماینده چهار نسل از جنگنده‌های آمریکایی است.

هواپیمای جنگنده یا هواپیمای شکاری گونه‌ای هواگرد نظامی با سرعت بالا و مانورپذیری بسیار است و از سلاح‌هایی برای از میان بردن و رویارویی با جنگنده‌ها (هواپیماهای) دشمن برخوردار است. جنگنده‌ها در درجهٔ اول برای تضمین کنترل فضای هوایی طراحی می‌شوند. جنگنده‌ها در مقایسه با هواپیماهای نظامی دیگر اندازه کوچکی دارند، آن‌ها به رزم هوایی با هواپیماهای دیگر پرداخته، بمب‌افکن‌های دشمن را سرنگون کرده و مأموریت‌های تاکتیکی متنوع دیگری را انجام می‌دهند و دارای انواع مختلفی هستند.
جنگنده‌ها همچنین با ایجاد برتری هوایی در فضای نبرد و تسلط بر حریم هوایی میدان نبرد به بمب‌افکن‌ها و هواپیماهای تهاجمی اجازه می‌دهند تا در بمباران تاکتیکی و استراتژیک اهداف دشمن شرکت کنند. موفقیت یا شکست تلاش‌های یک جنگنده برای به دست آوردن برتری هوایی به عوامل متعددی از جمله مهارت خلبانان، درستی تاکتیکی اصول جنگی برای استقرار جنگنده‌ها و تعداد و عملکرد آن جنگنده‌ها بستگی دارد.
بسیاری از هواپیماهای جنگندهٔ مدرن دارای قابلیت‌های ثانویه مانند حملهٔ زمینی هستند و برخی از انواع آن مانند جنگنده بمب‌افکن‌ها از ابتدا برای نقش‌های دوگانه طراحی شده‌اند. طراحی‌های دیگر جنگنده بسیار تخصصی هستند و در عین حال نقش اصلی برتری هوایی را دارند و از جملهٔ آن‌ها می‌توان به رهگیر، جنگندهٔ سنگین و جنگندهٔ شبانه اشاره کرد.

## تاریخچه

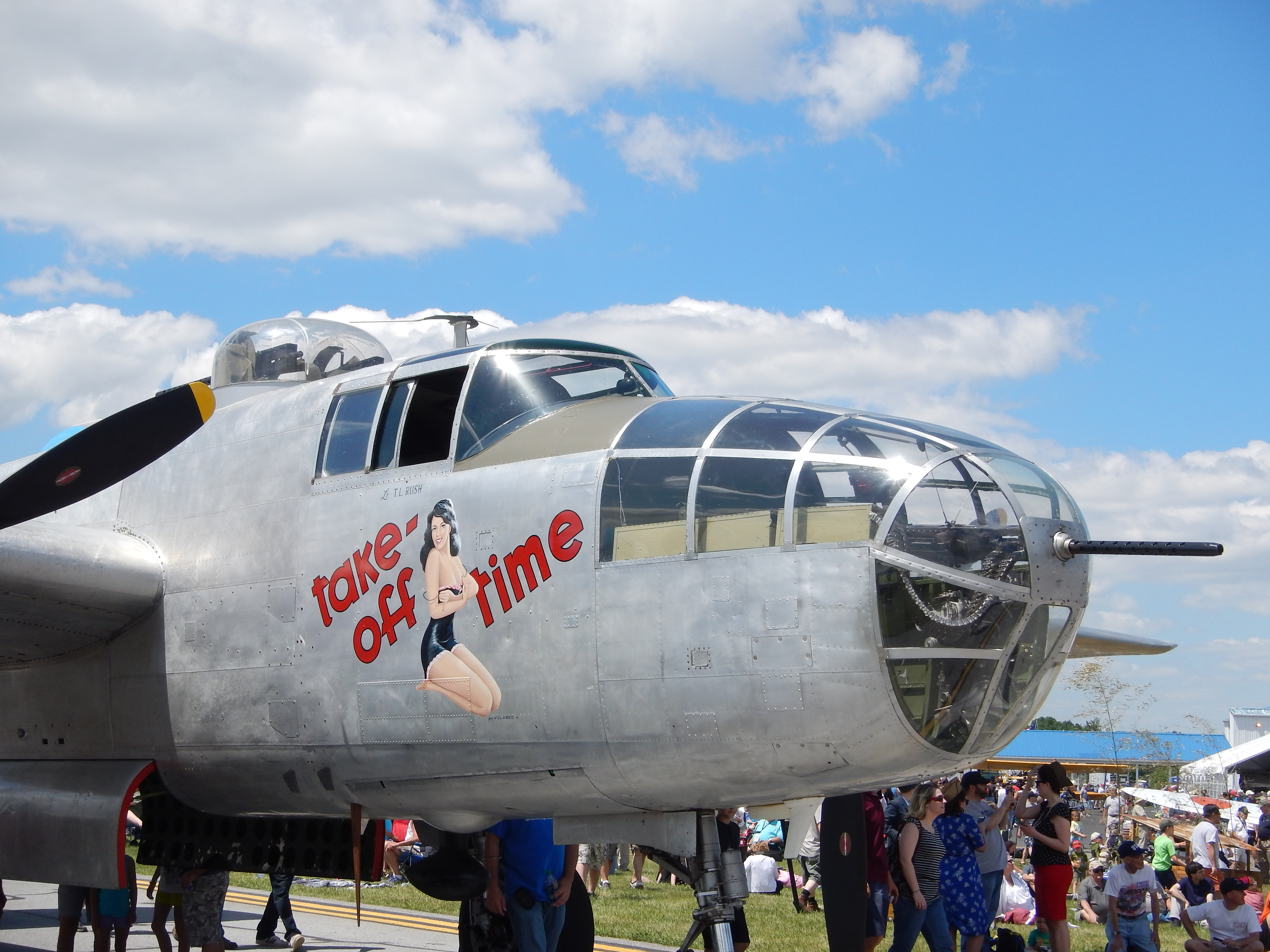

تولید جنگنده‌ها از اوایل جنگ جهانی اول آغاز شد و نخست با بدنه‌های چوبی و سطح پارچه‌ای ساخته می‌شدند. ابتدا از آن‌ها به عنوان هواپیمای دیده‌بان برای راهنمایی توپخانه استفاده می‌شد ولی بسیار زود مشخص شد که می‌توان آن‌ها را مسلح کرده و برای نبرد با هواپیماهای دشمن و مأموریت‌های تاکتیکی دیگر از آن‌ها استفاده کرد. در اواخر جنگ جنگنده‌هایی چون فوکر دی. ۷ آلمان و اسپاد فرانسه به سرعت ۲۱۵ کیلومتر در ساعت دست یافتند. یکی از بزرگ‌ترین خلبانان و فرماندهان نیروی هوایی آلمان (بارن_مانفرد_وانریچتون) معروف به بارن تندرو که با هواپیمای سرخ رنگ و سه بالش بسیاری از جنگنده‌ها و بمب افکن‌های متفقین و چندین کشتی هوایی جنگی را نابود کرده بود در همین دوره زندگی می‌کرده است.
جنگ جهانی دوم شاهد جنگنده‌های تمام‌فلزی بود که به سرعت‌هایی فراتر از ۷۵۰ کیلومتر در ساعت رسیده و قابلیت پرواز در ارتفاع ۱۰٬۷۰۰ تا ۱۲ هزار متری سطح دریا را داشتند. با پایان جنگ جهانی دوم عصر هواپیماهای جت فرا رسید. تحقیق بر روی هواپیماهایی با موتور جت در اواخر جنگ در هر دو جبهه متفقین و متحدین آغاز شد و نخستین هواپیماها با موتور جت توسط آلمان نازی در اواخر جنگ ساخته شد، امّا پیش از ورود به جنگ، جنگ تمام شده بود. نخستین استفادهٔ واقعی از جت‌های جنگنده‌ای و جت‌های بمب‌افکن در جنگ کره توسط آمریکا با استفاده از جنگنده اف-۸۶ سیبر و روس‌ها با میگ-۱۵ بود که در جنگ به طرز مؤثری مورد استفاده قرار گرفتند. از آن زمان تاکنون جنگنده‌های متفاوتی برای نقش‌های جنگی خاصی طراحی شده‌اند. جنگنده‌های رهگیر به گونه‌ای طراحی شده و مسلح می‌شوند که برای رهگیری، شکست دادن یا فراری دادن جنگنده‌ها و بمب‌افکن‌های دشمن مناسب باشند. جنگنده‌های برتری هوایی بایستی از برد عملیاتی بالایی برخوردار باشند تا در عمق قلمرو دشمن حرکت کرده و جنگنده‌های دشمن را نابود کنند. بسیاری از جنگنده‌ها از قابلیت‌های ثانویه حمله به اهداف زمینی با استفاده از انواع بمب و موشک هوا به زمین برخوردارند و در نقش جنگنده بمب‌افکن از آن‌ها استفاده می‌شود.
جنگنده‌های امروزی دارای سامانه‌های پیشرفته الکترونیکی برای ردگیری هدف‌های دشمن و جنگ الکترونیک و هدف‌گیری هم‌زمان چند هدف هستند.

## دسته‌بندی
یک هواپیمای جنگنده در درجهٔ نخست، برای نبرد هوابه‌هوا طراحی شده است. یک نوع معین جنگنده ممکن است برای شرایط جنگی خاص و در برخی موارد برای نقش‌های اضافی مانند نبرد هوا به زمین طراحی شود. یک جنگندهٔ کوتاه‌برد که برای دفاع در برابر هواپیماهای دشمن ساخته شده است با عنوان هواگرد رهگیر شناخته می‌شود.
کلاس‌های اصلی جنگنده‌ها عبارت‌اند از:
- جنگندهٔ برتری هوایی
- جنگنده-بمب‌افکن
- جنگندهٔ سنگین
- رهگیر
- جنگندهٔ سبک
- جنگنده تمام شرایط آب و هوایی (از جمله جنگندهٔ شبانه)
- جنگندهٔ شناسایی
- جنگندهٔ استراتژیک (شامل جنگندهٔ اسکورت و جنگندهٔ ضربتی)

از این میان، کلاس‌های جنگنده-بمب‌افکن، جنگندهٔ شناسایی و جنگندهٔ ضربتی دارای دو نقش هستند و ویژگی‌های جنگنده را در کنار برخی نقش‌های دیگر در میدان نبرد دارند. برخی از طرح‌های جنگنده ممکن است در انواعی که نقش‌های دیگر را به‌طور کامل انجام می‌دهند، مانند حملهٔ زمینی یا شناسایی غیرمسلح، توسعه داده شوند. این امر ممکن است به دلایل سیاسی یا امنیت ملی، برای اهداف تبلیغاتی یا دلایل دیگر باشد. جنگنده-بمب‌افکن‌های چندمنظوره مانند مک‌دانل داگلاس اف/ای-۱۸ هورنت گزینهٔ ارزان‌تری نسبت به طیف وسیعی از انواع هواپیماهای تخصصی هستند.
برخی از گران‌ترین جنگنده‌های آمریکایی مانند گرومن اف-۱۴ تام‌کت، مک‌دانل داگلاس اف-۱۵ ایگل، لاکهید مارتین اف-۲۲ رپتور و سوخو-۲۷ روسیه به‌عنوان رهگیر در هر شرایط جوی و همچنین هواپیمای جنگنده برتری هوایی به کار گرفته شده‌اند. در حالی‌که معمولاً در اواخر دوران حرفه‌ای خود برای انجام نقش‌های هوا به زمین نیز توسعه می‌یابند.

## نگارخانه

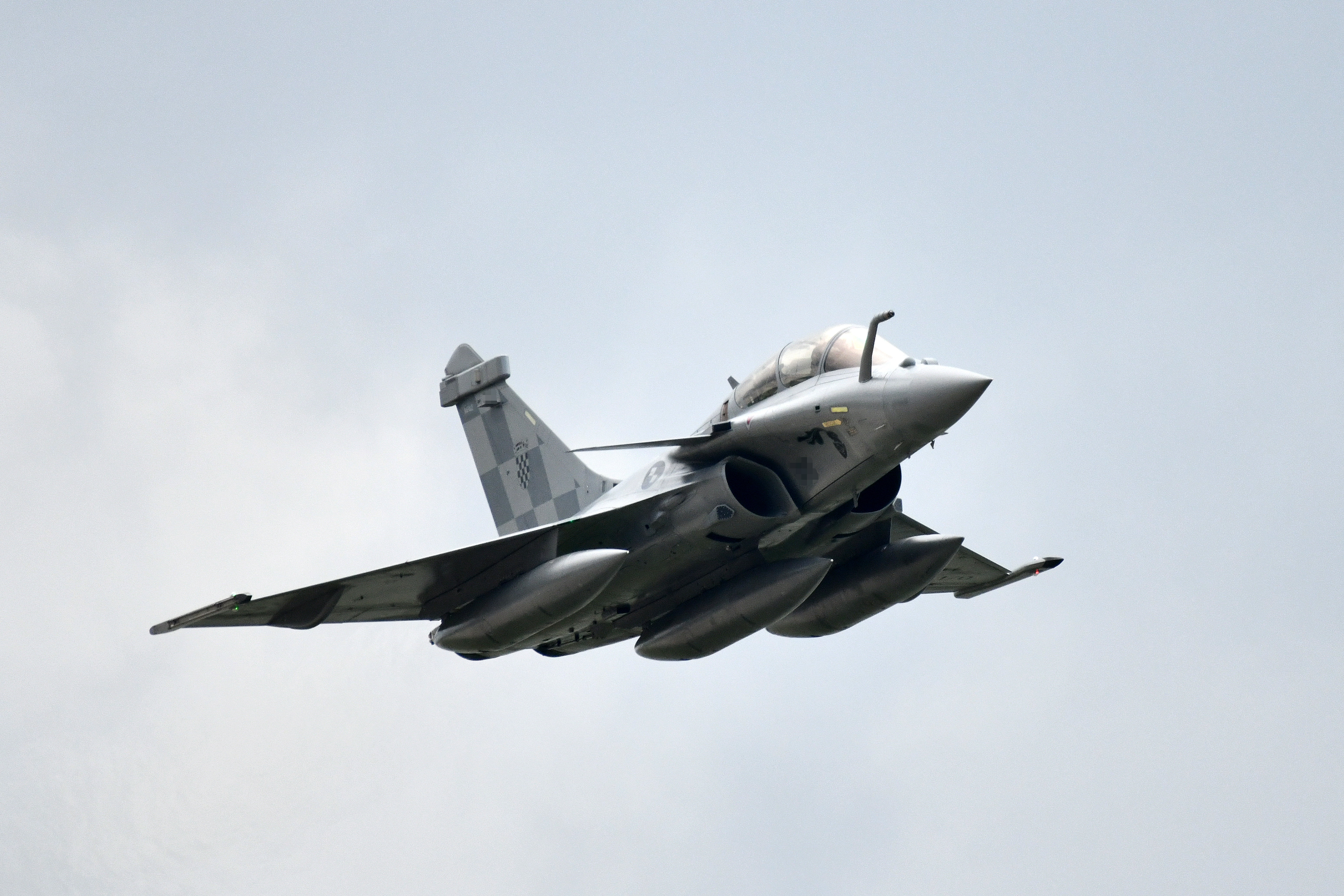
جنگنده داسو رافال
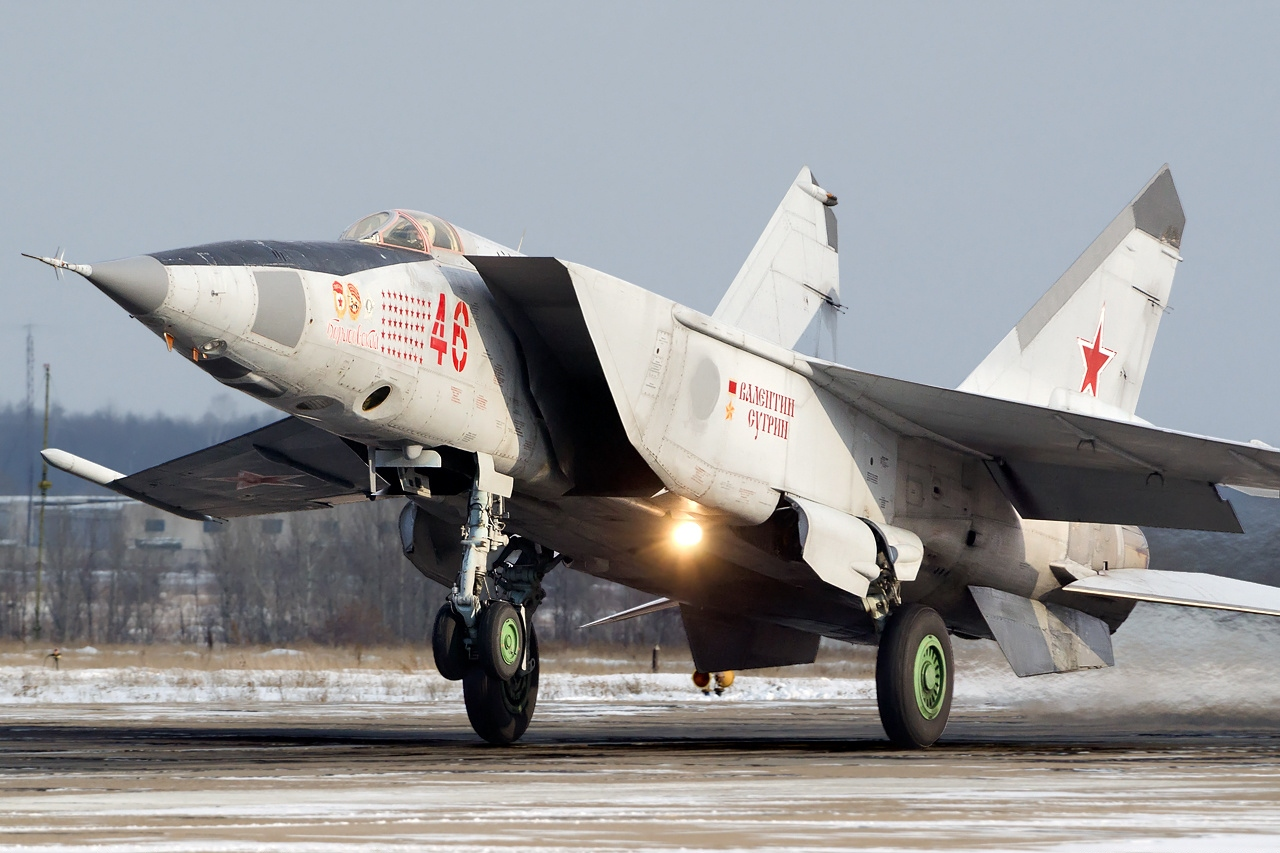
جنگنده میگ-۲۵
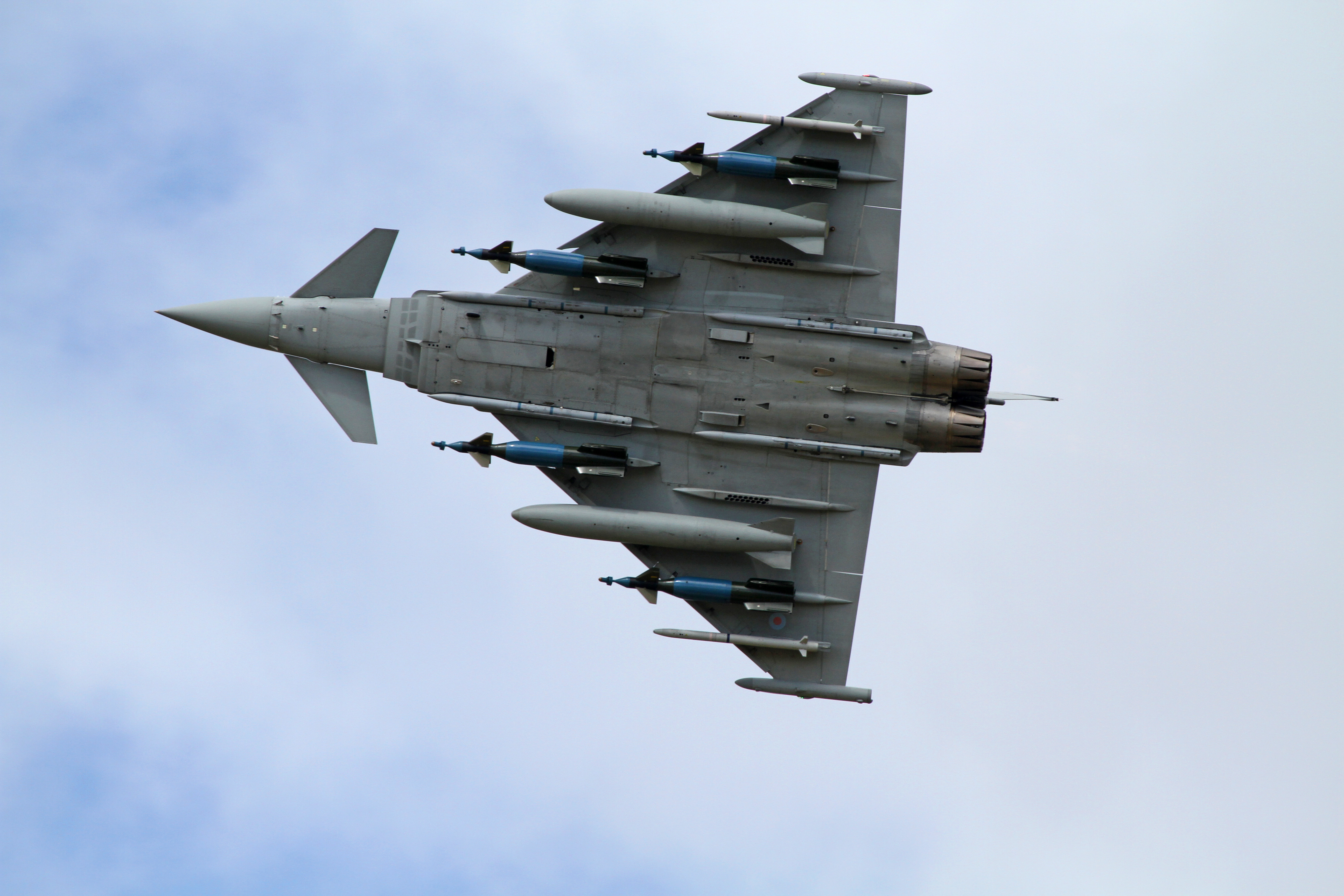
جنگندهٔ چندمنظورهٔ تایفون
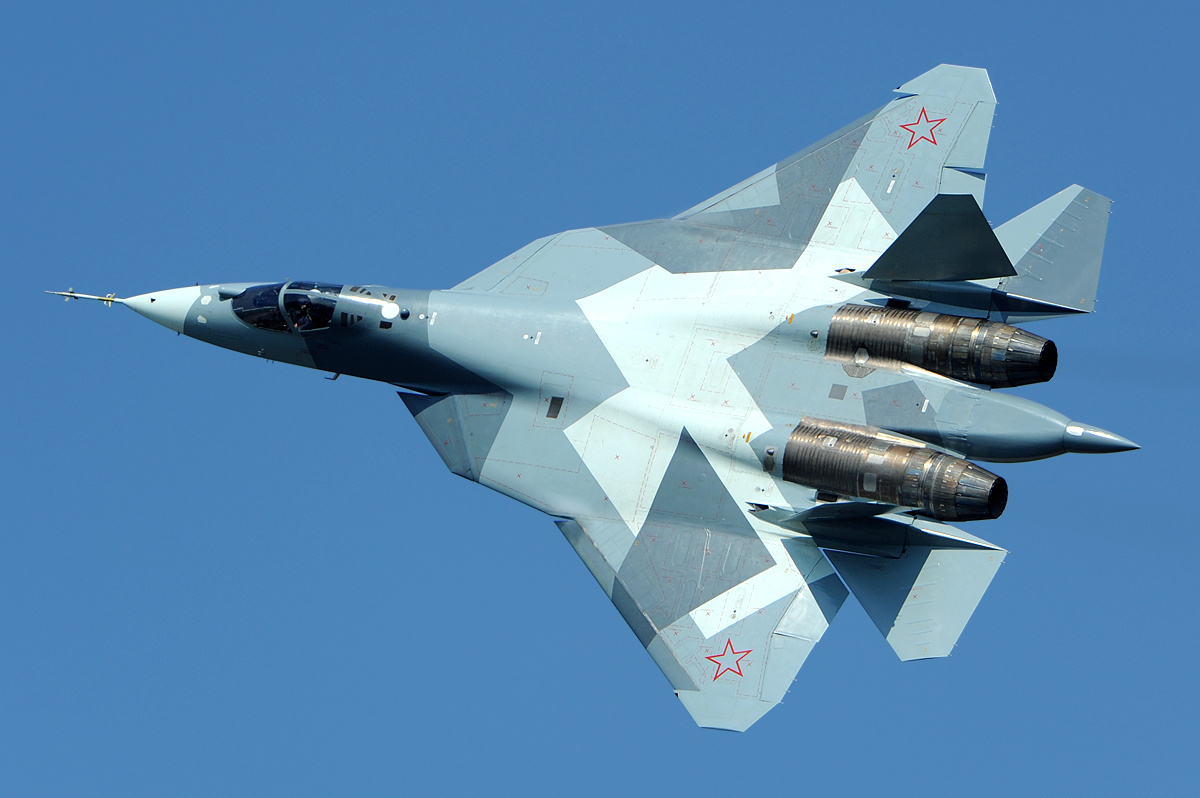
جنگنده سوخو-۵۷